# 中根俊彦
中根 俊彦（なかね としひこ、1946年7月11日 - ）は、日本の実業家。東京都世田谷区出身。ソシエテ・ジェネラル証券元代表取締役共同会長・代表取締役社長。

## 人物・経歴
東京都世田谷区出身。上智大学卒業。大学では、体育会委員長を務めた。大学卒業後は、日興証券に就職。その後、興銀リースへの転職を経て、ソシエテ・ジェネラル証券に入社。同社代表取締役社長で後にソシエテ・ジェネラル銀行東京支店駐日代表を務めるゴメズ氏からの後継指名を受け、同社代表取締役社長に就任。その後、同社代表取締役共同会長を歴任。